# Infierno, canto vigesimoquinto
El canto vigésimo quinto del Infierno de Dante Alighieri se sitúa en la séptima fosa del octavo círculo, donde son castigados los ladrones. Estamos en la mañana del 9 de abril de 1300 (Sábado Santo), o según otros comentadores del 26 de marzo de 1300.

## Incipit
Canto XXV, dove si tratta di quella medesima materia che detta è nel capitolo dinanzi a questo, e tratta contr' a' fiorentini, ma in prima sgrida contro a la città di Pistoia; ed è quella medesima bolgia.

## Análisis del canto

### Vanni Fucci y la invectiva contra Pistoya - versos 1-16

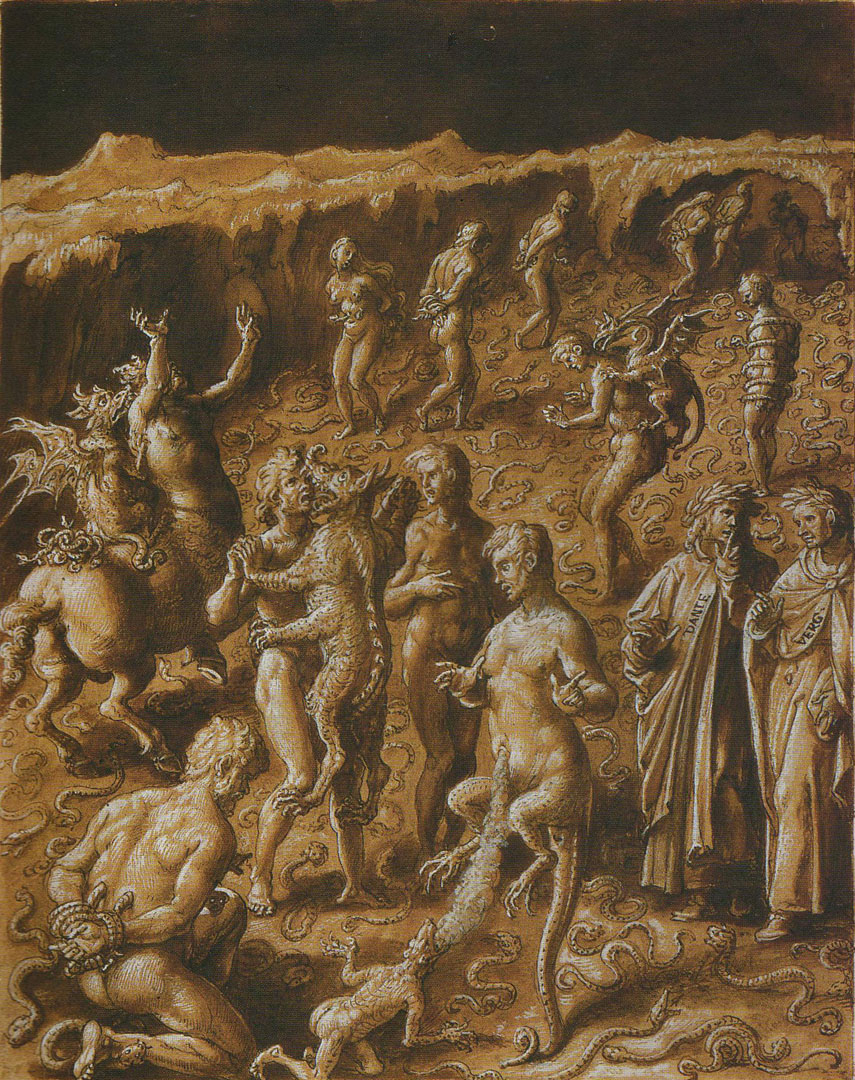
Canto 25, Giovanni Stradano, 1587

El canto continúa la temática del precedente. Vanni Fucci, confeso ladrón, profeta de desgracias apenas elencadas a Dante con odio, está siempre en el centro de la escena. Concluye su arrogante y amenazador discurso con un gesto blasfemo, que consiste en levantar hacia el cielo las dos manos con una expresión considerada vulgar y blasfema para la época (poniendo el pulgar entre el índice y el medio) gritando "¡Para ti, Dios, que a ti las mando!", lo cual indigna a Dante. El desafío se ve sin embargo interrumpido por la llegada de las serpientes que, si bien antes habían horrorizado al poeta, ahora le resultan amigables por lastimar a aquel condenado, como si quisieran que no hable más. La escena termina cuando nuevamente le atan el brazo con que hizo el gesto obsceno.
El poeta escribe entonces una invectiva contra la ciudad de Pistoya, patria de los ciudadanos así reos:

¡Ah, Pistoya! ¡Pistoya! ¿Porqué no decides

incinerarte para que ya no más dures,

que en el hacer el mal tu simiente triunfa?
vv. 10-13

Dante confiesa de hecho que hasta ahora no había encontrado condenado tan soberbio como el ladrón de Pistoya, ni Capaneo, el rey blasfemador que precipitó de los muros de Tebas. Por último Fucci sale de la escena envuelto en serpientes, de tal forma que no puede volver a hablar.

### El centauro Caco - vv. 17-33

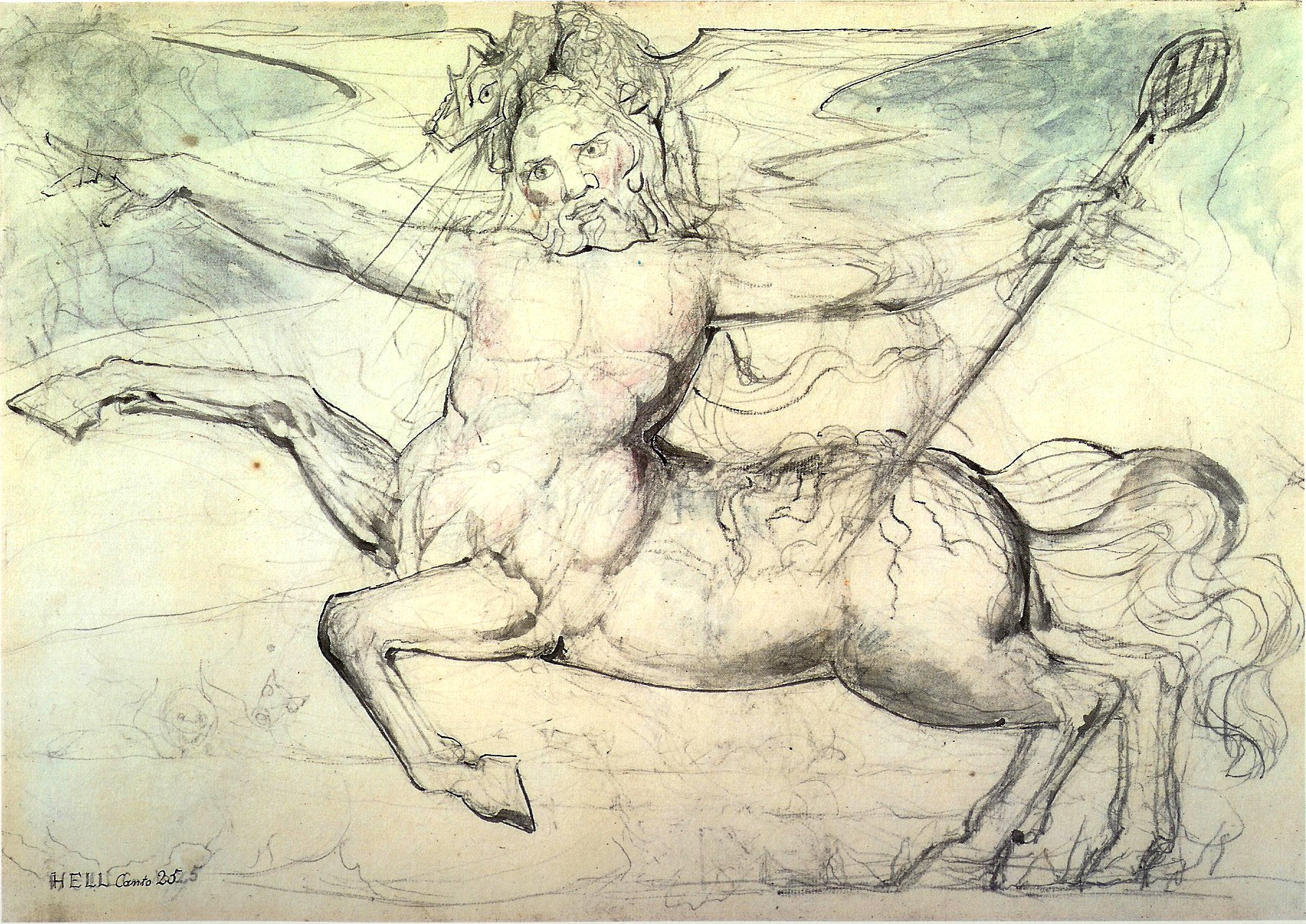
El centauro Caco, imaginado por William Blake.

El centauro Caco es un monstruo asesinado por Hércules, que solo Dante transforma en centauro basándose en una descripción más bien vaga de Virgilio en la Eneida. En su aparición, que es imprevista y breve, aparece corriendo enojado buscando a Fucci ("¿Dónde, dónde está el impío?", v. 18) quizás para castigarlo. De hecho, no hay elementos para decidir si Caco es un condenado o un guardián de la fosa.
Está descrito como lleno de serpientes pegadas desde las ancas hasta la boca, más que todas las que se puedan encontrar en toda la Maremma. Además tiene un dragón alado sobre la espalda, una invención de Dante para justificar el hecho que el monstruo Caco escupiese fuego según algunos autores antiguos.
Virgilio entonces lo presenta, como el Caco que baño la colina Aventino de un lago de sangre y que robó con fraude en un rebaño vecino: los bueyes de Gerión a Hércules, que los tomó tirándolos por la cola así no se pudiesen seguir los pasos. Por esto no se encuentra con los otros centauros (custodios del séptimo círculo de los violentos).
Para poner fin a sus malas acciones, Hércules lo mató con cien golpes de su maza, pero al décimo golpe ya estaba muerto, un particular truculento mutado de Ovidio, que enfatiza que el fraude puede justificar la brutalidad para ser castigada.

### Los ladrones florentinos: otra metamorfosis - vv. 34-78

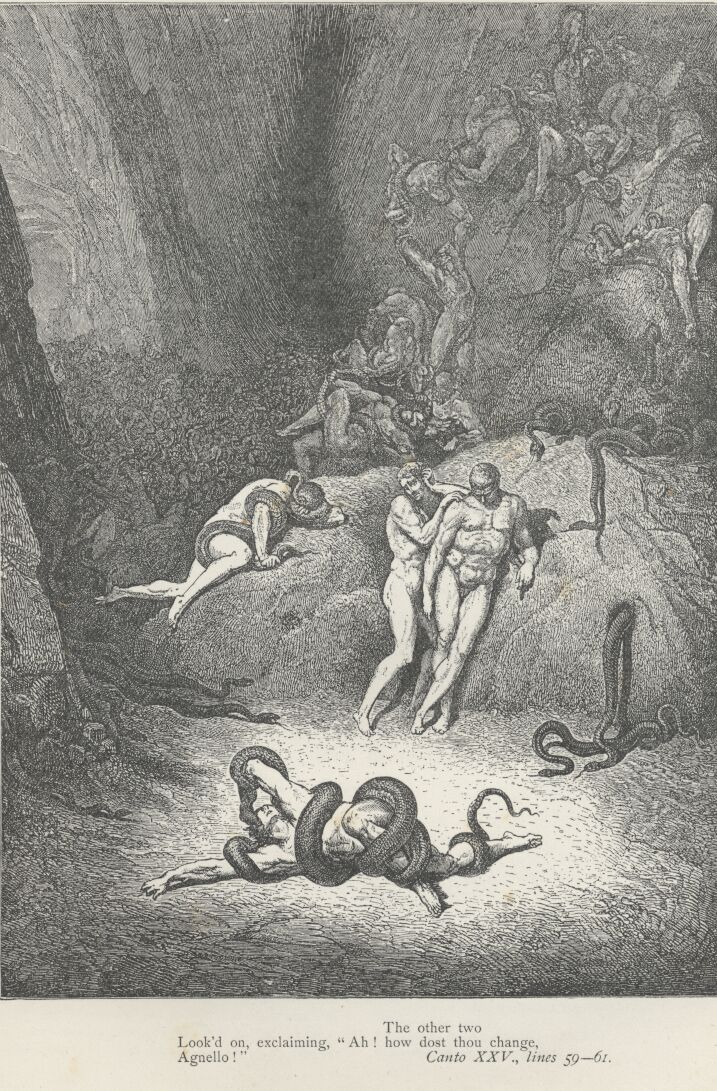
La metamorfosis de Agnolo Brunelleschi, Gustave Doré.

Virgilio habla y Caco pasa y se va, en tanto tres espíritus se acercan bajo los dos poetas, que los notan solo cuando ellos preguntan "¿Quiénes sois?", interrumpiendo sus discusiones.
Dante no los reconoce, pero, como sucede a veces en los discursos, sucede que el espíritu que habló nombra a otro y le dice "Cianfa ¿dónde te has metido?", "¿dónde estará Cianfa?", al que Dante, escuchando el nombre de un florentino, hace una seña a Virgilio de callarse para poder escuchar.
Dante-escritor está por describir una escena de visiones fantásticas y sobrenaturales, es por eso que, como en otros pasajes, se dirige primero directamente al lector para explicarle que lo que vio en el Infierno es verdad a pesar de que suene increíble. Una sierpe de seis pies de hecho se lanza contra uno de los tres condenados, iniciando a fundirse con él. Si a este distinto trato corresponde un pecado distinto (así como para Vanni Fucci ser transformado ciclicamente en cenizas estaba quizás ligado a su sacrilegio de robar en lugar sagrado), quizás siguiendo las especificaciones del pecado del robo que hace Tomás de Aquino, no hay suficientes elementos para descifrarlo, sea por la biografía que algún comentador antiguo escribió del condenado (Agnello Brunelleschi, quizás ladrón que solía camuflarse, por eso su apariencia está transfigurada en el Infierno), sea de la narración de Dante que está toda centrada en la descripción de la metamorfosis y no alude a otros particulares biográficos o morales. Quizás el contrapaso es interpretado solo como "robo" de la identidad, de la humanidad por parte de las serpientes de estos ladrones.
La transformación es el argumento sobre el cual se centra Dante, en una especia de rivalidad (lo escribirá dentro de poco) con sus modelos clásicos como Ovidio y Lucano.
El reptil de seis patas se cuelga del vientre del condenado con las patas centrales, con las anteriores a los brazos y con la boca le muerde la cara. Así, le apoya las patas posteriores sobre los muslos y le pasa la cola entre las patas apoyándola sobre la espalda. La bestia está agarrado como la hedera a los árboles y los dos cuerpos inician a fundirse como la cera caliente, uniendo los dos colores en un tono que no es de ninguno, como el de la hoja que se quema, donde entre la hoja blanca y el negro del quemado aparece un color intermedio marrón.
Los otros dos condenados miran, un poco con curiosidad, y otro poco con miedo y dice "Agnel" no es más "ni dos ni uno", es decir la fusión no creó un nuevo individuo, sino un monstruo horriblemente transfigurado. Ellos están "perdidos" en la nueva forma, con las cabezas unidas en un único rostro, las extremidades anteriores se transformaron en dos de cuatro (es decir los dos brazos del hombre y las dos extremidades anteriores del reptil se transformaron en las patas anteriores del monstruo.). Los miembros se fundieron en unos jamás vistos. Y así el monstruo se va.

### Tercera metamorfosis - vv. 79-151

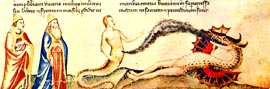
Anónimo pisano, Dante y Virgilio observan la doble metamorfosis entre la serpiente y Buoso (1345).

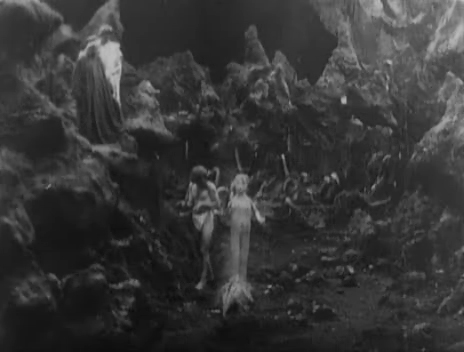
Metamorfosi cruzada, versión cinematográfica de El Inferno (1911)

Como un lagarto, una serpiente llena de ira, lívida y negra como un gran grano de pimienta, se acerca al ombligo de uno de los condenados que está quieto y después se le tira encima. El clavado mira al otro en silencio, bostezando, quizás resignado, quizás con sueño, y también la serpiente mira; sale humo de la boca de la serpiente y de la herida del hombre, que se unen en el aire.
Aquí Dante está por describir una doble transformación, del hombre en serpiente y de la serpiente en hombre, pero antes de dedicarse a la narración lanza, por decir de algún modo, un desafío a los poetas clásicos, la llamada iactato o vanto de los tratados de arte retórica, introducida justamente canónicamente por un "Calle (taceat)". Calla entonces Lucano cuando habla de Sabelo y de Nasidio (soldados del ejército de Catón que en la Farsalia fueron mordidos por serpientes y mueren horriblemente transfigurados, uno transformado en cenizas, uno inflado hasta explotar) y esté a escuchar aquel que "scocco" como flecha; Calle Ovidio (máximo poeta de Las Metamorfosis), que habló de Cadmo transformado en serpiente y de Aretusa transformada en fuente, que él, Dante, no tiene nada que invidiar a ellos: nunca uno describió una doble metamorfosis cruzada, frente a frente. Dante no tenía solo la posibilidad de jactarse en cuanto poeta, sino que su desafío va encuadrado en la conciencia de los autores medievales de haber recibido la revelación cristiana, por lo tanto puede entender un sentido "alegórico" en los mitos de los autores antiguos.
La descripción en paralelo de las dos metamorfosis es muy larga y detallista. Primero la cola de la serpiente se bifurca en dos, mientras que al hombre las piernas se le funden velozmente, así que rápidamente no hay más signos de juntura: es como si la cola bifurcada tomase la humanidad de la otra persona, que al mismo tiempo perdía su naturaleza. La piel de uno se ablandaba, la del otro se endurecía. Los pies de atrás de la serpiente (entendido en sentido general por reptil, porque las serpientes no tienen piernas) se funden y se transforman en el miembro masculino, mientras que el pene del miserable (el hombre) apenas se dividió. El humo envuelve a ambos haciendo cambiar el color de la piel y haciendo aparecer cabellos en uno, en tanto que al otro le desaparecían, así como uno cae mientras el otro se levanta. Los dos continúan a verse, mientras los dos cambian de "hocico": a uno se le retrae y la presión de la materia le hace salir las orejas por las mejillas, mientras que una parte de la materia no se retira y hace nacer la nariz y el labio. El que está en tierra en cambio hace salir afuera el "hocico" y retira las orejas como hace el caracol con los cuernos. La lengua de uno se bifurca, mientras la del otro se cierra. El humo desaparece y la transformación termina.
Entonces la serpiente se escapa por el valle y el otro detrás de él hablando escupe, quizás para echarlo (Francesco Torraca en su comentario recuerda que la saliva era considerada un eficaz antídoto del veneno de la serpiente), y, dirigiéndose al condenado que asistió a toda la escena en silencio, le dice: (perífrasis)"Quiero que Buoso corra ahora como hice yo con las cuatro patas por este camino".
Dante vio así la "escoria" de la séptima fosa transformarse. Es el Dante-escritor que ahora toma la palabra insistiendo de nuevo sobre el lector para que crea verdaderamente a esta experiencia ultramundana, pero se disculpa también si la pluma se expresó con confusión, porque la visión misma era confusa. Pero si bien su mente estuviese perdida él había reconocido antes que desaparecieran a Puccio Sciancato (no transformado) y a aquel que Gaville todavía llora, según los comentadores Francesco Cavalcanti, asesinado a Gaville y los cuales parientes hicieron tremenda venganza en el pequeño pueblo del campo florentino.
Dante encontró entonces cinco florentinos en esta fosa y la ira por la mala fama de estos conciudadanos hará que pronuncie una invectiva contra Florencia al inicio del próximo canto.